# Клян, Анатолий Сергеевич
Анато́лий Серге́евич Клян (23 января 1946 — 30 июня 2014) — советский и российский журналист, оператор «Первого канала». Погиб на войне в Донбассе под Донецком.

## Биография
Анатолий Клян родился в семье рабочего Сергея Евгеньевича Кляна и его жены Антонины Васильевны Шпагиной. Работал слесарем на том же заводе, что и его отец. Однако любовь к фотографии привела его на курсы операторов, по окончании которых устроился работать в телецентр «Останкино» и поступил во ВГИК.
Проработал на телевидении более 40 лет. Неоднократно отправлялся в командировки в места ведения боевых действий, работал в Югославии, Чечне, Ираке, Афганистане, Сирии.
Летом 2014 года отправился в свою 375-ю командировку на войну в Донбассе.
В ночь на 30 июня 2014 года рядом с воинской частью № 1428, расположенной под Авдеевкой в 15 км от Донецка, напротив совхоза «Спартак», Анатолий, вместе со съёмочной группой, попал под обстрел и получил ранение в живот, которое оказалось смертельным. Журналисты ехали в автобусе вместе с матерями солдат-срочников, собиравшимися требовать от командования части добиться возвращения сыновей домой. Само мероприятие было организовано пресс-службой подконтрольной России Донецкой народной республики, по аккредитации которой и работал журналист.
Похоронен на Троекуровском кладбище.

## Реакция
По факту гибели Кляна Следственный комитет Российской Федерации возбудил уголовное дело, по версии представителя ведомства Владимира Маркина: «за этой смертью стоит украинский миллиардер Игорь Коломойский». Впоследствии в убийстве Кляна был обвинён командир дивизиона донецкого зенитного ракетного полка полковник Маламен, который, по версии следствия, лично отдал приказ стрелять на поражение в гражданских лиц, в результате которого и был убит Анатолий Клян.
Международные организации, в частности, ОБСЕ и ООН, осудили очередной факт насилия против российских журналистов на юго-востоке Украины и заявили о необходимости тщательного расследования происшедшего. «Первый канал» опубликовал заявление, в котором обвинил украинскую власть в том, что она продолжает убивать журналистов.
30 июня спикер информационного центра СНБО Андрей Лысенко сообщил о том, что украинская сторона гарантирует безопасность журналистов в зоне проведения антитеррористической операции при условии их аккредитации в СБУ.
4 июля вице-премьер ДНР Андрей Пургин сообщил об аресте в Донецке вице-спикера верховного совета ДНР Владимира Маковича по подозрению в причастности к гибели Анатолия Кляна, позже пресс-секретарь Бородая Клавдия Кульбатская сообщила о возможном освобождении Маковича к 8 июля после выяснения обстоятельств. Маковича обвиняли в том, что он не доложил премьеру о планах доставить автобус к воинской части.

## Личная жизнь
У Анатолия Кляна осталась жена Людмила Михайловна и двое детей, сын Андрей, дочь Елена.
Внук Тимофей пошёл по стопам деда: учился во ВГИКе на оператора, на данный момент работает звукооператором на «Первом канале».

## Награды
- Орден Мужества (2 июля 2014 года, посмертно) — «за мужество и героизм, проявленные при исполнении профессионального долга»[11].
- Медаль ордена «За заслуги перед Отечеством» II степени (27 ноября 2006 года) — «за большой вклад в развитие отечественного телерадиовещания и многолетнюю плодотворную деятельность»[12].

## Память
1 июля 2015 года на здании телевизионного технического центра «Останкино» в память об Анатолии Кляне торжественно открыта мемориальная доска.